# John Amos (homme politique)
John Amos Vacher, dit John Amos, né le 20 avril 1975, est un homme politique vanuatais.

## Biographie
Né à la fin de l'ère du condominium franco-britannique des Nouvelles-Hébrides, il a cinq ans lorsque la colonie accède à l'indépendance et devient la république de Vanuatu. Scolarisé d'abord dans une école francophone de l'île de Tongoa, dont il est originaire, il va au lycée (francophone) à Port-Vila, la capitale. 
Il travaille dans l'hôtellerie à partir de l'âge de 18 ans, passant dix ans à l'hôtel Le Lagon à Nouméa, en Nouvelle-Calédonie, avant de travailler à l'hôtel Le Méridien à Port-Vila. 
Il entre au Parlement de Vanuatu avec l'étiquette du Parti progressiste populaire (PPP) lors des élections législatives de 2012, battant le député Willie Reuben Abel dans la circonscription de Tongoa. Il siège comme député d'arrière-ban de la majorité parlementaire du gouvernement de coalition de Sato Kilman, le chef du PPP. Reconnu coupable de corruption avec quatorze autres députés de la majorité en 2015, John Amos est condamné à trois ans de prison fermes, ainsi qu'à une peine d'inéligibilité de dix ans, et perd de ce fait son siège au Parlement,,. Il bénéficie d'une libération conditionnelle en avril 2017, mais plaide coupable en 2018 pour tentative d'entrave à la justice, pour avoir sollicité et obtenu en 2015 une grâce présidentielle de la part du président du Parlement, Marcellino Pipite, qui était lui-même l'un des condamnés et n'était pas habilité à l'accorder,. Il est condamné en juin 2018 à trois ans et dix mois de prison ferme supplémentaires.
Il est gracié par le président de la République Tallis Obed Moses en juillet 2020, et relâché de prison. Cela lui permet de se présenter aux élections législatives anticipées d'octobre 2022 auxquelles, avec son nouveau parti le Mouvement coutumier namarakieana, il retrouve son siège de député de Tongoa, évinçant Willie Kalo,. En octobre 2023, Charlot Salwai parvient à constituer un gouvernement de coalition et y nomme John Amos ministre de la Justice et ministre des Services locaux,. 